# Joseph Augustine Di Noia
Joseph Augustine Di Noia (New York, 10 luglio 1943) è un arcivescovo cattolico statunitense, dal 10 luglio 2023 segretario aggiunto emerito del Dicastero per la dottrina della fede.

## Biografia
È nato nel quartiere del Bronx di New York il 10 luglio 1943. È stato battezzato nella chiesa cappuccina dell'Immacolata Concezione in Gun Hill Road. È cresciuto nella sezione Wakefield del distretto.

### Formazione e ministero sacerdotale
Nel 1965 si è laureato al Providence College e poi è entrato nella Provincia di San Giuseppe dell'Ordine dei frati predicatori. Ha continuato a studiare filosofia presso la Facoltà di formazione filosofica dell'Ordine presso il Priorato di Santo Stefano a Dover e poi ha proseguito la sua formazione teologica presso la Dominican House of Studies di Washington. Nel 1969 ha ottenuto il baccalaureato in teologia e il Master of Divinity.
Il 4 giugno 1970 è stato ordinato presbitero. Ha continuato gli studi fino a conseguire la licenza in sacra teologia presso la Dominican House of Studies di Washington l'anno successivo. In seguito ha prestato servizio come insegnante di teologia e assistente cappellano al Providence College dal 1971 al 1974. È stato quindi inviato all'Università Yale di New Haven per ottenere il dottorato di ricerca in studi religiosi. Nel 1980 ha ottenuto il titolo con una tesi intitolata "Teologia cattolica delle religioni e dialogo interreligioso". In seguito ha ricoperto la cattedra di teologia sistematica presso la Dominican House of Studies di Washington fino al 1993. Durante la sua permanenza in questo istituto è stato anche redattore della rivista The Thomist ed è stato uno dei direttori fondatori del Forum interculturale di fede e cultura del Santuario nazionale di San Giovanni Paolo II a Washington. In seguito è stato direttore esecutivo del segretariato per la dottrina e le pratiche pastorali presso la Conferenza dei vescovi cattolici degli Stati Uniti dal 1993 al 2001, membro della Commissione teologica internazionale dal 1997 al 2002 e professore invitato presso il seminario "San Giuseppe" a Yonkers dal 2001 al 2002.
Nel 1998 ha ottenuto il titolo di Sacrae Theologiae Magister da parte del suo Ordine.
Il 4 aprile 2002 papa Giovanni Paolo II lo ha nominato sottosegretario della Congregazione per la dottrina della fede; succede a Gianfranco Girotti, precedentemente nominato reggente della Penitenzieria Apostolica.

### Ministero episcopale
Il 16 giugno 2009 papa Benedetto XVI lo ha nominato segretario della Congregazione per il culto divino e la disciplina dei sacramenti ed arcivescovo titolare di Oregon City; è succeduto ad Albert Malcolm Ranjith Patabendige Don, nominato arcivescovo metropolita di Colombo. L'11 luglio successivo riceve l'ordinazione episcopale, nella basilica del santuario nazionale dell'Immacolata Concezione a Washington, dal cardinale William Joseph Levada, prefetto della Congregazione per la dottrina della fede, co-consacranti Donald William Wuerl, arcivescovo metropolita di Washington e Thomas Cajetan Kelly, arcivescovo emerito di Louisville.
Il 26 giugno 2012 è stato nominato dallo stesso papa vicepresidente della Pontificia commissione "Ecclesia Dei", carica rimasta vacante per tre anni, dalla rinuncia per raggiunti limiti di età di Camille Perl.
Il 21 settembre 2013 papa Francesco lo ha nominato segretario aggiunto della Congregazione per la dottrina della fede. Dal 13 novembre 2018 è stato affiancato nell'incarico dall'arcivescovo Charles Scicluna.
Il 1º giugno 2022 è stato nominato membro della Congregazione per il culto divino e la disciplina dei sacramenti.
Il 10 luglio 2023, al compimento dell'80º anno di età, ha lasciato l'incarico di segretario aggiunto del Dicastero per la dottrina della fede.

## Genealogia episcopale
La genealogia episcopale è:
- Cardinale Scipione Rebiba
- Cardinale Giulio Antonio Santori
- Cardinale Girolamo Bernerio, O.P.
- Arcivescovo Galeazzo Sanvitale
- Cardinale Ludovico Ludovisi
- Cardinale Luigi Caetani
- Cardinale Ulderico Carpegna
- Cardinale Paluzzo Paluzzi Altieri degli Albertoni
- Papa Benedetto XIII
- Papa Benedetto XIV
- Papa Clemente XIII
- Cardinale Bernardino Giraud
- Cardinale Alessandro Mattei
- Cardinale Pietro Francesco Galleffi
- Cardinale Giacomo Filippo Fransoni
- Cardinale Carlo Sacconi
- Cardinale Edward Henry Howard
- Cardinale Mariano Rampolla del Tindaro
- Cardinale Rafael Merry del Val
- Cardinale Giovanni Vincenzo Bonzano
- Arcivescovo Edward Joseph Hanna
- Arcivescovo John Joseph Cantwell
- Arcivescovo Joseph Thomas McGucken
- Cardinale Timothy Manning
- Cardinale William Joseph Levada
- Arcivescovo Joseph Augustine Di Noia, O.P.